# Condado de Archuleta
El condado de Archuleta (en inglés: Archuleta County), fundado en 1885, es uno de los 64 condados del estado estadounidense de Colorado. En el año 2000 tenía una población de 9898 habitantes con una densidad poblacional de 2.8 personas por km². La sede del condado es Pagosa Springs.

## Geografía

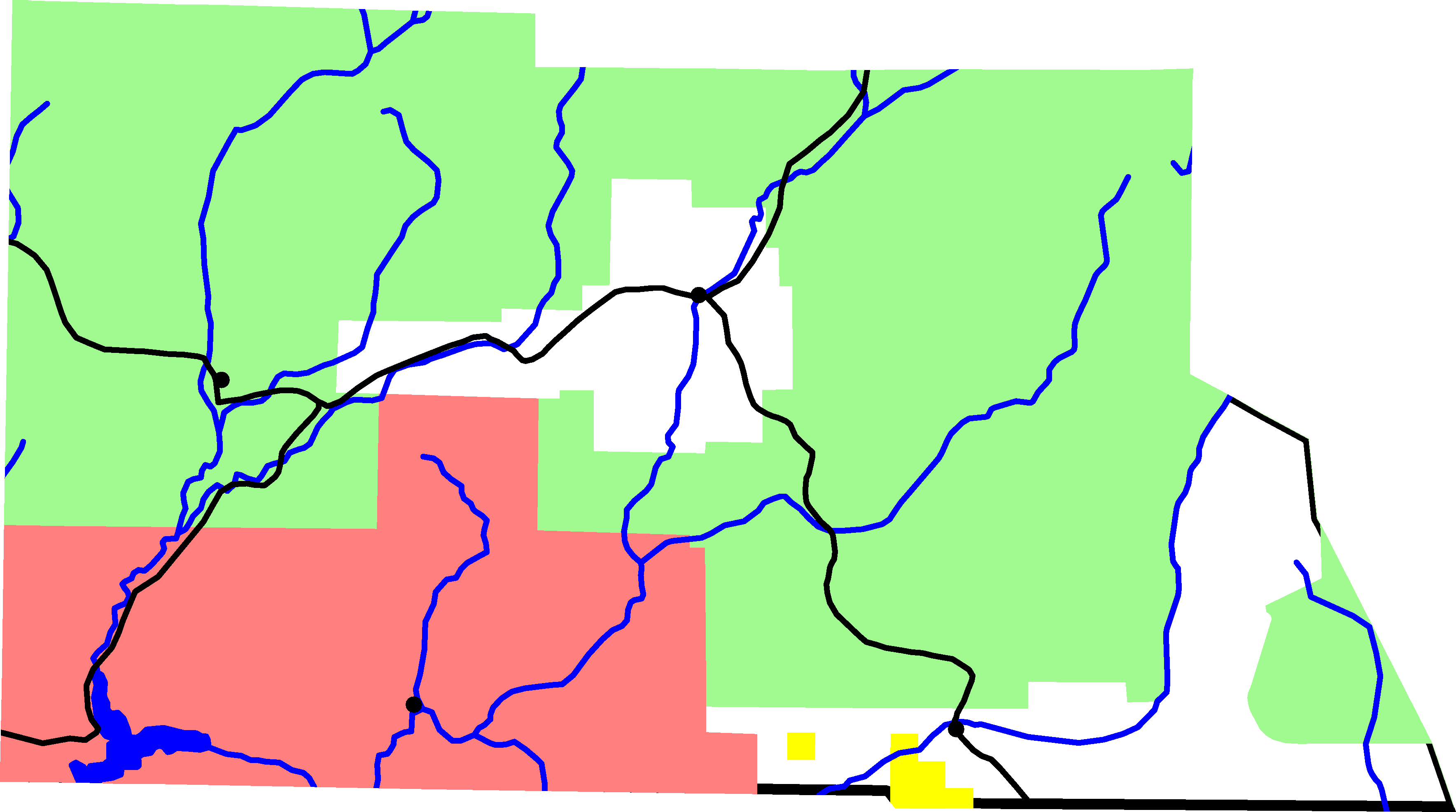
Mapa del condado de Archuleta.

Según la Oficina del Censo, el condado tiene un área total de 3511 km² (1355,6 mi²), de la cual 3497 km² (1350,2 mi²) es tierra y 14 km² (5,4 mi²) (0.39%) es agua.

### Condados adyacentes
- Condado de Mineral - norte
- Condado de Río Grande - noreste
- Condado de Conejos - este
- Condado de Río Arriba - sur
- Condado de San Juan - suroeste
- Condado de La Plata - oeste
- Condado de Hinsdale - noroeste

## Demografía
En el 2000 la renta per cápita promedio del condado era de $37 901, y el ingreso promedio para una familia era de $43 259. En 2000 los hombres tenían un ingreso per cápita de $29 521 versus $21 851 para las mujeres. El ingreso per cápita para el condado era de $21 683. Alrededor del 11.70% de la población estaba bajo el umbral de pobreza nacional.

## Ciudades y pueblos
- Árboles
- Pagosa Springs